# Nissim Gaon
Pour les articles homonymes, voir Gaon.
Ne doit pas être confondu avec Nessim Gaon ou Nissim Gerondi.
Nissim ben Jacob ben Nissim ibn Shahin (arabe : نسيم بن يعقوب بن شهين), dit Nissim Gaon (hébreu : נסים גאון) ou Rabbenou Nissim (רבנו נסים), né en 990 et mort en 1062, est un rabbin et exégète tunisien du XIe siècle.
Principalement connu pour son commentaire du Talmud et pour avoir assuré la direction spirituelle de la communauté juive de Kairouan, aux côtés de Hananel ben Houshiel, il est considéré par certains comme l'un des premiers Rishonim (autorités rabbiniques médiévales).

## Éléments biographiques
Nissim est tout d'abord éduqué par son père, Jacob ben Nissim ibn Shahin, président du centre d'étude de Kairouan, puis par Houshiel ben Elhanan, qui succède à Jacob ben Nissim aux environs de 1006, Nissim étant à l'époque trop jeune pour pouvoir prétendre à ce poste.
Il semble également avoir tiré profit de ses relations épistolaires avec Haï Gaon, directeur de l'académie talmudique de Poumbedita, auquel il soumet ses questions en matière de Loi juive, ; Nissim agit également comme intermédiaire entre celui-ci et Samuel HaNaggid de Grenade, envoyant à ce dernier la correspondance législative du premier et contribuant donc à la propagation du savoir talmudique babylonien en Andalousie.
Nissim, étant pauvre, a été grandement soutenu par Samuel HaNaggid, dont le fils Joseph épousera la fille unique de Nissim. Celle-ci était, aux dires d'Abraham ibn Dawd, érudite et pieuse mais physiquement disgracieuse. Après le meurtre de son mari en 1066, lors du massacre de Grenade, elle fuira à Lucena où la population juive l'entretiendra fort généreusement.

## Œuvres

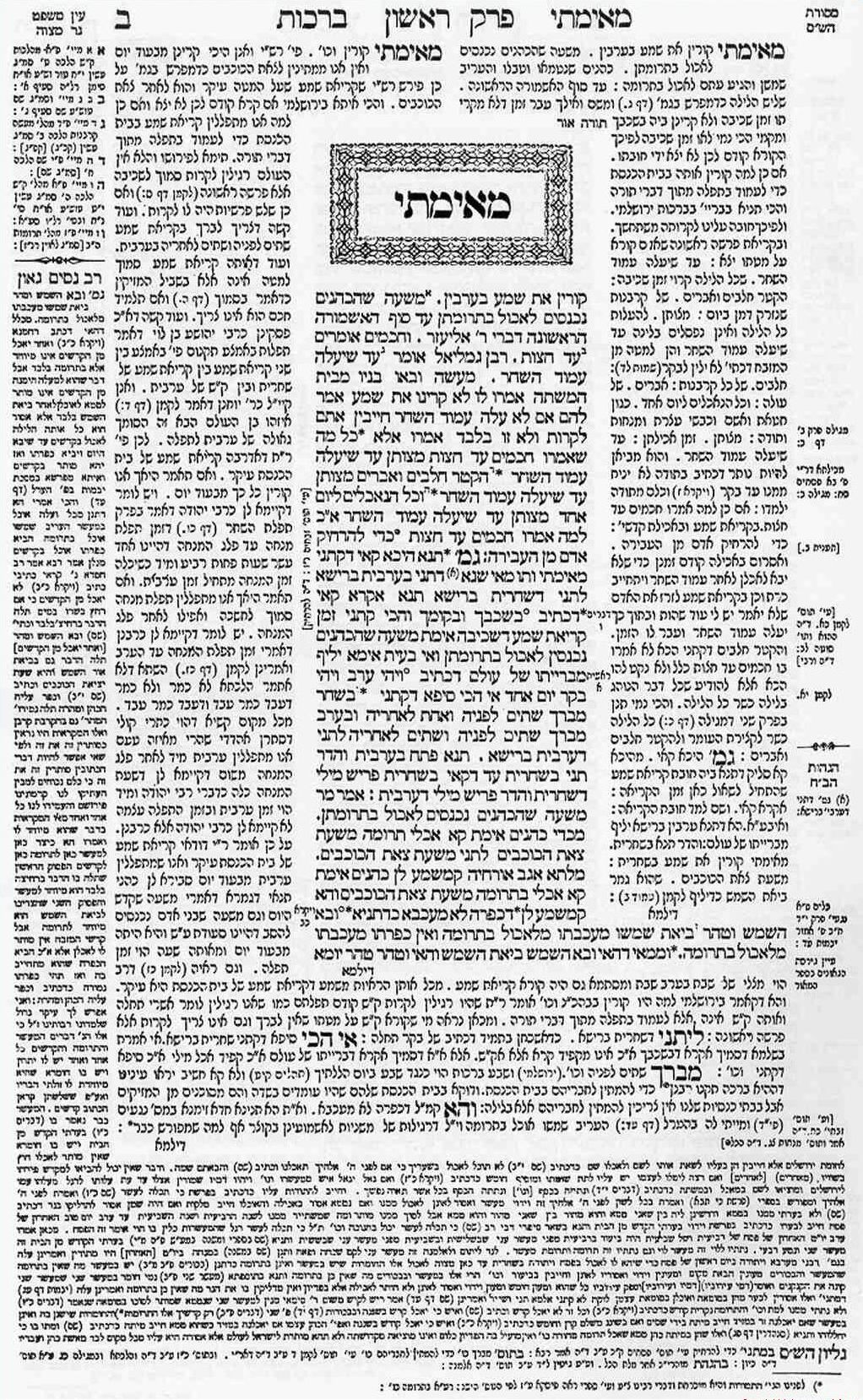
Page 2a du traité Berakhot : le commentaire de Nissim Gaon se trouve dans la marge extérieure (gauche) de la page et se poursuit dans la marge inférieure.

### Mafteah
Le Kitab Miftah Maghalik al-Talmud (Sefer Mafteah Man'ule ha-Talmud en hébreu soit le « Livre [qui donne la] clé des verrous du Talmud ») est l'œuvre la plus connue de Nissim.
Composé de deux parties et rédigé dans une langue hybride entre hébreu et arabe, aux alentours de 1038, il a pour but de lever les difficultés rencontrées par l'étudiant dans son étude du Talmud de Babylone. Le principal problème exprimé par ses contemporains était qu'ils ne se sentaient pas aussi versés en la matière que les anciens maîtres, car il suffisait à ceux-ci d'indiquer une brève citation ou les grandes lignes d'un sujet pour évoquer un passage ou une démonstration entiers du Talmud, ceux-ci ayant supposément étudiés à l'endroit approprié et remémorés en permanence.
Nissim juge nécessaire d'indiquer in extenso pour ses contemporains, maîtres et élèves confondus, tous les passages auxquels il est fait référence dans un traité talmudique. En outre, il commente ces références en fonction de leur lien avec le texte, employant diverses sources antérieures au Talmud de Babylone dont la Tosefta, la Mekhilta, les Sifra et Sifrei, des midrashim et surtout le Talmud de Jérusalem (probablement sous l'influence de son maître Houshiel). Il préfère parfois ses explications à celles de son homologue de Babylone, bien que celui-ci ait été érigé en autorité supérieure par les directeurs des académies talmudiques babyloniennes.
Dans la seconde partie du Mafteah, divisée en cinquante sections, Nissim a l'intention de mettre en évidence une série de halakhot (lois) qui se trouvent en certains points du Talmud, hors de leur contexte. L'énumération de ces cinquante sections constitue une importante contribution à la méthodologie du Talmud.
Nissim suit par ailleurs la méthode de Saadia Gaon lorsqu'il défend les anthropomorphismes de la Aggada contre les attaques des Karaïtes (membres d'un mouvement juif scripturaliste et adversaire du judaïsme rabbinique traditionnel auquel il reproche d'être en désaccord à la fois avec la Torah écrite et la raison) : bien que ne remettant pas en cause la réalité des miracles et autres faits extraordinaires que l'on trouve dans la Aggada, il vise à les justifier en leur donnant une interprétation symbolique, de la même façon que les Karaïtes eux-mêmes le font avec les miracles de la Bible.
Bien que le but de Nissim semble avoir été d'étendre cette « clé » à l'ensemble du Talmud, il n'a pu le faire que pour quelques traités. La « clé » pour les traités Berakhot, Shabbat et Erouvin (en) a été publiée par Goldenthal selon un manuscrit italien, probablement le même que celui que Haïm Joseph David Azoulay disait avoir vu (édité à Vienne en 1847). Il est inclus dans les éditions Vilna de ces traités, en marge du texte, sous le titre de Rav Nissim Gaon.

### Sefer Ma'asiyyot
Nissim est aussi l'auteur d'un petit recueil de contes, rédigé à la demande de son beau-père, Dounash, qui avait perdu un fils.
Ce livre, racontée sous forme de dialogues, comprend environ soixante contes, tirés de la Mishna, ainsi que de la Baraïta, des deux Talmuds et de la littérature midrashique (dont certains ne sont plus connus que par cette œuvre). Il est connu sous deux titres, Hibbour Yafeh meha-Yeshou'a (édité à Ferrare en 1557) et Ma'assiyyot Sheba-Talmud (édité à Constantinople en 1519) ou Midrashot ouMa'assiyyot sheba-Talmud (édité à Venise en 1544). Rapoport est le premier à l'avoir attribué à Nissim, supposant qu'il avait été originellement écrit en arabe, le titre original étant probablement Kitab Akhbar al-'Ulama wa-huwa Ta'lif Hassan fi al-Faraj (Livre des faits des Sages qui est un beau recueil de la Rédemption) ; Abraham Harkavy a effectivement retrouvé le manuscrit original de la compilation de Nissim.
Le livre est divisé en 34 paragraphes, dont de nombreux manquent ou ont été abrégés dans la traduction hébraïque. Leopold Zunz pensait que le Sefer Ma'asiyyot avait été écrit vers 1030, mais comme le Mafteah y est mentionné sous son intitulé arabe, Harkavy pense que Nissim l'a composé vers 1050, à la fin de sa vie.

### Œuvres liturgiques
Nissim Gaon serait l'auteur d'un livre de prières, le Siddour haTefila, cité par des autorités rabbiniques médiévales. Cependant, si Rapoport et Zunz sont sûrs que Nissim en est l'auteur, Moritz Steinschneider doute de son authenticité.
Un viddouï (poème liturgique pour la confession des péchés), récité par les séfarades lors de l'office du matin de Yom Kippour et par les ashkénazes lors du Yom Kippour Katan (en) (jour d'expiation personnel), lui est souvent attribué et aurait, selon Rapoport, été repris de son Siddour. Cependant, ainsi qu'il apparaît dans le Siddour de Rav Amram, le véritable auteur de ce viddouï est « Nissim Rosh yeshiva de Babylone », c'est-à-dire Nissim Nahrawani, dont une copie du viddouï a été découverte par Elkan Nathan Adler.

### Autres
Nissim a également rédigé :
- la Meguillat Setarim (Rouleau des Secrets), écrite dans la même langue hybride que le Mafteah. Il s'agit d'un commentaire moins systématique, consistant en une série de notes sur des décisions halakhiques, des explications et des midrashim. La Meguillat Setarim, probablement un cahier personnel de l'auteur, a été édité par ses disciples après sa mort, d'où le nom du livre. Seuls quelques fragments en ont été préservés, dont l'un qui a été publié par Abraham Geiger[11] ; la dernière partie de cet extrait[12] provient du Yessod Mora d'Abraham ibn Ezra. Un autre, qui traite de la rétribution des actes sur terres et dans le monde à venir, est incluse dans le Sefer Hssidim[13],[14]. Enfin, il est probable que le responsum no 539 publié par Abraham Harkavy[15] soit en réalité une section de la Meguillat Setarim ;
- un commentaire sur le Pentateuque, duquel deux citations seulement ont été préservées[16],[17]. Comme ces citations pourraient également provenir de la Megillat Setarim, l'existence de ce commentaire biblique est assez douteuse ;
- un Sefer Hamitzvot (Livre des prescriptions) qui n'est connu que par une citation de Berekhya Hanakdan[18],[19] ;
- le Hilkhot Loulav, qui n'est connu que par une citation dans le Sefer Ma'asiyyot[20] ; d'après la citation en question, ce livre semble avoir été un ouvrage de polémique contre les Karaïtes.

## Influence
Nissim a largement fait école ; certains disciples venant d'Espagne, y transmettent ses enseignements et son autorité, de sorte qu'il lui fut attribué le titre de gaon, bien qu'il ne fasse partie ni des académies talmudiques en Babylonie ni de l'académie de la Terre d'Israël.
Son plus éminent disciple aurait été le Ri"f (Isaac Alfassi). Cependant, selon Solomon Judah Loeb Rapoport, le passage du Sefer HaKabbala duquel cette information est tirée, signifierait simplement que le Ri"f s'est basé sur les œuvres de Nissim Gaon, sans avoir été son disciple direct. Le seul savant d'envergure, dont il soit établi avec certitude qu'il était bien un disciple de Nissim ben Jacob, est un certain Ibn al-Yassoum ou Ibn al-Yassous (selon Rapoport, il faut lire יסוס, et non יסום). Celui-ci a écrit un livre sur les prières, aujourd'hui disparu, dont il ne peut être établi si c'est en raison du fait qu'il était écrit en arabe ou s'il s'agissait d'un commentaire au Siddour de Nissim,,.